# Selvi Clua Oya
Selvi Clua Oya (nascuda el 29 de gener de 2005), de vegades coneguda simplement com a Selvi, és un futbolista professional català que juga com a migcampista a la UD Almería.

## Carrera professional

### Girona
Nascut a l'Pinell de Brai, Terra Alta, Catalunya, Selvi es va incorporar al planter del Girona FC l'any 2021, després d'haver representat el Gimnàstic de Tarragona i el CF Reus Deportiu.  Va fer el seu debut com a sènior amb els filials l'11 de desembre de 2022, començant en un partit de Tercera Federació guanyat per 4-1 a casa del CE L'Hospitalet.
Convocat amb el primer equip per a la pretemporada del 2023, Selvi va debutar amb el primer equip –i a la Lliga– el 20 d'agost de 2023, entrant com a substitut de Yangel Herrera en una victòria per 3-0 a casa contra el Getafe CF.

### Almeria
El 31 de gener de 2025, Selvi es va incorporar a l'UD Almeria de Segona Divisió amb un contracte de cinc anys i mig.

## Vida personal
El pare de Selvi, també anomenat Selvi, també era futbolista.  Defensa, va passar la major part de la seva carrera al Nàstic de Tarragona.